# Ever So Lonely
Ever So Lonely é uma música escrita por Steve Coe gravada originalmente pela banda inglesa Monsoon com  Sheila Chandra nos vocais.  A canção chegou à posição número #12 no Reino Unido.
"Ever So Lonely" da Monsoon foi o primeiro hit de “world music”. Tornou-se hit na Rússia, Europa e Austrália, mas nunca foi lançado com single nos Estados Unidos. Na época, Sheila Chandra tinha apenas 16 anos, e largou a escola após as vendagens do single. 
A música foi originalmente lançada pela Indipop Records. Após eles assinarem com a Phonogram, foi lançada pelo selo "Mobile Suit Corporation". O single teve mais de 17 lançamentos diferentes na Europa e Austrália.
Diversos remixes foram feitos, inclusive três pelo próprio Monsoon. Outros dois foram feitos por Ben Chapman, e vários foram lançados por Dave Lee renomeado para "So Lonely", tendo uma dessas remixes alcançado a posição #8 na Inglaterra. 
Sheila se tornou a primeira descendente de indianos a aparecer no Top Of The Pops da BBC. Embora ela tenha usado uma sari no “Top Of The Pops” para demonstrar seu orgulho por suas origens, ela foi muito criticada e muitos não acreditaram que ela tivesse origem realmente asiática. 
Sheila quase não foi ao “Tops Of the Pops” – estava no hospital com apendicite uma semana antes de "Ever So Lonely" entrar no Top 20.
Pouco antes do single ser lançado, a gravadora pediu que Sheila mudasse seu nome para “Boo”, o que ela recusou.
Muitas pessoas pensavam que o nome de Sheila era ”Monsoon” - Sheila cantava sozinha, dava todas as entrevistas e aparecia nas fotos promocionais sem os companheiros de banda.
Embora “Ever So Lonely” nunca tenha sido lançado na Índia, em uma viagem para lá em 1985, Sheila descobriu que a canção tinha sido pirateada e usada na trilha sonora de um filme chamado “Darling, darling, darling”. 